# Mistrzostwa Afryki w Zapasach 1985
Mistrzostwa Afryki w zapasach w 1985 rozegrano 20 grudnia 1985 roku w Casablance.

## Tabela medalowa
Gospodarz zawodów został zaznaczony kolorem.
| Miejsce | Kraj       | Złoto | Srebro | Brąz | Razem |
| 1.      | Egipt      | 15    | 4      | 1    | 20    |
| 2.      | Maroko     | 4     | 3      | 6    | 13    |
| 3.      | Tunezja    | 1     | 9      | 3    | 13    |
| 4.      | Senegal    | 0     | 3      | 8    | 11    |
| 5.      | Mauretania | 0     | 1      | 2    | 3     |
| Razem   | Razem      | 20    | 20     | 20   | 20    |

## Wyniki mężczyźni

### styl wolny
| Waga    | Złoto:                       | Srebro:                   | Brąz:                   |
| 48 kg   | Samir Mutawalli              | Said Hafidi               | Ali Bentelli            |
| 52 kg   | Faradż Abd al-Munim Muhammad | Szukri Budaszisz          | Talla Diaw              |
| 57 kg   | Hanine Abdelilah             | Mahmud Fath Allah Barakat | Mahmoud Dione           |
| 62 kg   | Ibrahim Luksajri             | Habib Lakhal              | Mahmud as-Sajjid Husajn |
| 68 kg   | Husam ad-Din Hamid           | Sa’id as-Sawakin          | Jaune Allon             |
| 74 kg   | Muhammad Hammad              | Muhsin Sa’id              | Kais Ben Salah          |
| 82 kg   | Muhammad al-Aszram           | Oumar N’Gom               | Abdallah Attar          |
| 90 kg   | Abd al-Kadir Salah ad-Din    | Ismaila NDoy              | Mamadou Dialo           |
| 100 kg  | Ibrahim Abu an-Nadża         | Oumar Samba Sy            | Jabeur Dridi            |
| +100 kg | Habib Cheikh                 | Adil Hasan                | Bounama Touré           |

### styl klasyczny
| Waga    | Złoto:                    | Srebro:                     | Brąz:            |
| 48 kg   | Sa’id Abd al-Wahid        | Ali Bentelli                | Mohamed Sakhi    |
| 52 kg   | Sami Kamal Mursi          | Szukri Budaszisz            | Ousaynou         |
| 57 kg   | Kasim Bu Allusz           | Imad ad-Din Abd ar-Rahman   | Hassan Dioup     |
| 62 kg   | Abd al-Latif Abd al-Latif | Habib Lakhal                | Ibrahim Luksajri |
| 68 kg   | Sa’id as-Sawakin          | Szaban Abd al-Wahhab Szaban | Aliou Dioune     |
| 74 kg   | Muhammad Tulba            | Kais Ben Salah              | Marhoum Moussa   |
| 82 kg   | Rafat Su’udi              | Mounji Boucetta             | Abdallah Attar   |
| 90 kg   | Kamal Ibrahim             | Ismail                      | Samba Adama      |
| 100 kg  | Ahmad Abd al-Maksud       | Jabeur Dridi                | Bounama Touré    |
| +100 kg | Hasan al-Haddad           | Khalifa Ben Nasseur         | Jamal Labbardi   |